# Cultura aramea

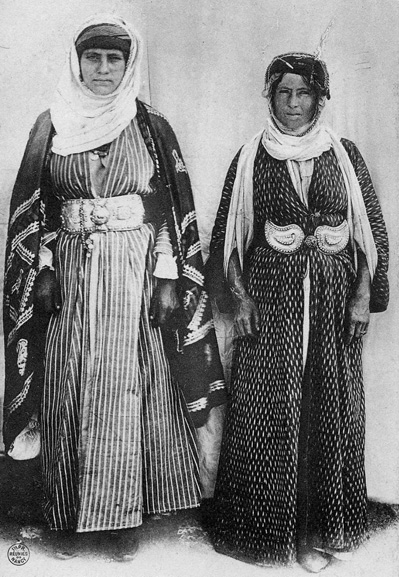
Mujeres arameas de Mardin en el siglo XIX

La cultura aramea (arameo: ܡܪܕܘܬܐ ܣܘܪܝܝܬܐ, Mardutho Suryoyto) abarca varios elementos que en conjunto definen una cultura aramea única. Los elementos culturales de la cultura aramea provienen en gran medida del cristianismo siríaco. La Iglesia Ortodoxa Siriaca juega un papel importante en la cultura aramea. Otros elementos provienen de la geografía, la literatura, la arquitectura, la danza y la música de los arameos. Los arameos son predominantemente cristianos y nativos de Mesopotamia y el Levante.

## Literatura
La literatura siríaca/aramea comenzó alrededor del año 1000 a. C., cuando la lengua aramea y el alfabeto arameo se desarrollaron en Aram.
A partir del siglo II d. C., el siríaco se convirtió en la variedad dominante del arameo. El siglo IV d. C. se considera la edad de oro de los escritores arameos. Los escritores arameos conocidos son Efrén el Sirio, Bardaisan, Dionisio Bar Salibi, Miguel el Grande, Bar-Hebraeus, Mor Jacob de Nusaybin, Mor Jacob de Serugh, Ignacio Aphrem I Barsoum.
Los antiguos griegos y romanos conocieron el Cercano Oriente principalmente a través de los arameos. Los arameos unieron y canalizaron las fuentes de la cultura y trajeron elementos del babilonio, el persa y el hebreo al cristianismo y a Occidente.

### Era moderna
Beth Mardutho fue fundada por la diáspora a finales del siglo XX. Beth Mardutho se fundó para promover el estudio y la preservación del patrimonio y la lengua arameos y para continuar el estudio de este antiguo patrimonio en todo el mundo. Beth Mardutho se traduce al holandés como "casa de cultura".

## Música
La música folclórica aramea existió cientos de años antes de Cristo. Las tallas de piedra arameas muestran que los arameos usaban tambores y otros instrumentos musicales.
Los cantos y melodías siro-arameos se han conservado desde los inicios del cristianismo. La música religiosa de la Iglesia Ortodoxa Siria ya existía en los primeros siglos d. C. El Beth Gazo es un libro litúrgico siro-arameo que contiene una colección de cantos y melodías siríacos. El libro se considera una referencia a la Himnodia siríaca y sin él el clero perteneciente a la Tradición siríaca occidental no puede cumplir con su deber litúrgico. Beth Gazo se traduce como "la casa del tesoro".
La primera música folclórica aramea de los tiempos modernos se desarrolló a partir de la música religiosa de la Iglesia Ortodoxa Siríaca de Antioquía. La música aramea contemporánea es en gran medida una mezcla de música folclórica aramea tradicional y géneros musicales como el pop o el arabesco del Medio Oriente.
La música religiosa aramea se canta principalmente en siríaco clásico. Este es el dialecto arameo de Edesa. La música aramea contemporánea se canta principalmente en variantes neoarameas como Turoyo o Sureth.
Entre los cantantes de renombre de la era moderna se incluyen Fuad Ispir, Ishok Yakub, Jan Karat, Matay Ishok, Cebrael Aryo y Habib Mousa.

## Danza
Los arameos tienen varios bailes tradicionales. Estos bailes se realizan en todo el mundo, normalmente en ocasiones especiales como bodas, celebraciones comunitarias y otros eventos. La mayoría de las danzas folclóricas arameas son danzas en círculo. Los cuatro más conocidos son: hurze, da katfothe (la danza del hombro), bagiye y shekhane. La rapidez con la que se realiza un baile depende del tempo del ritmo.

## Cocina aramea
La cocina aramea muestra similitudes con la cocina de Oriente Medio, la cocina levantina y la cocina turca. Es rico en cereales como cebada, carne, tomate, hierbas, especias, queso y patatas, además de hierbas, productos lácteos fermentados y encurtidos. Las bebidas típicas son el Daughe y el vino arameo.

## Arquitectura

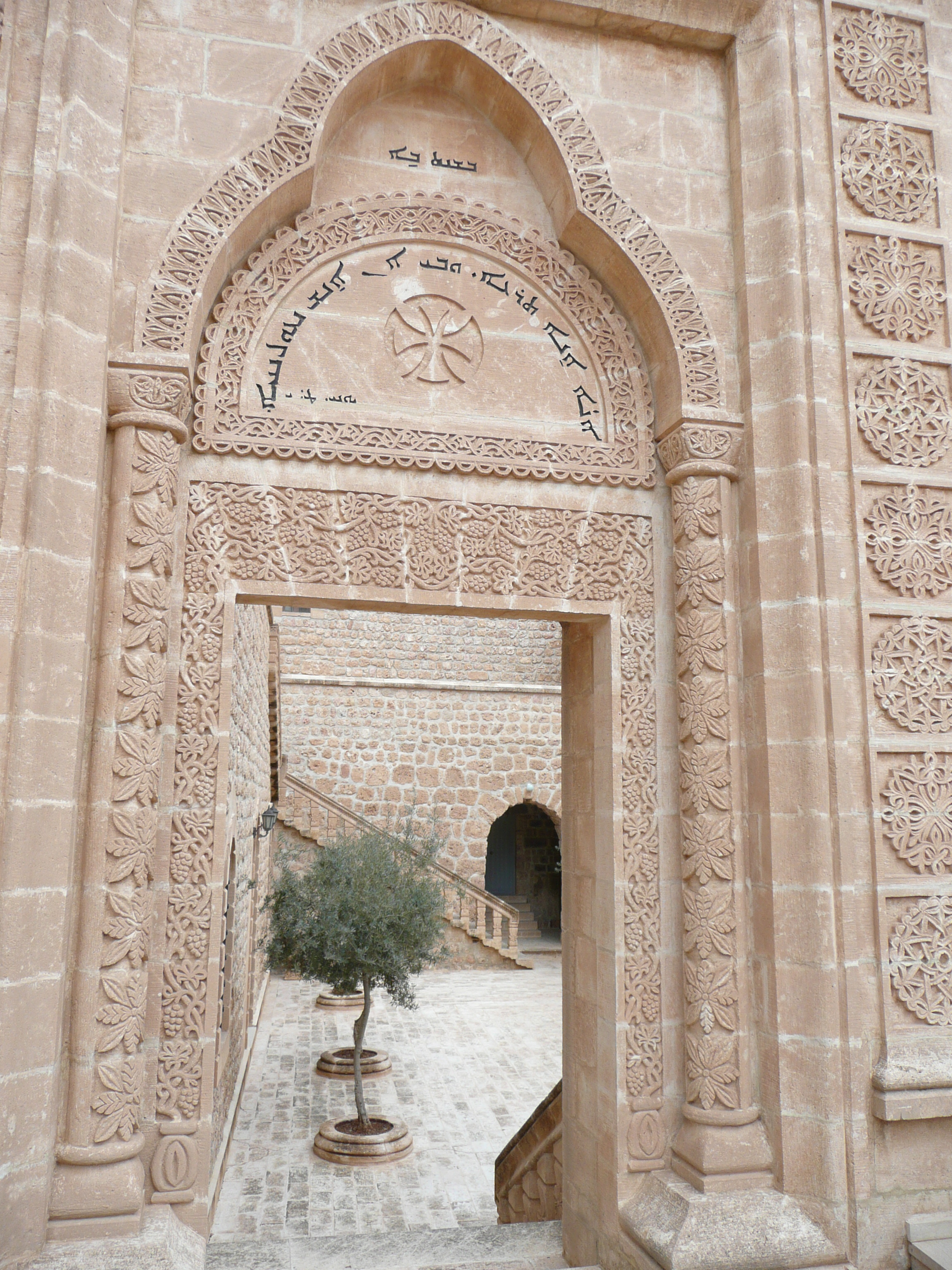
Arquitectura aramea en el monasterio de Mor Gabriel

Arquitectura aramea en el Monasterio Mor Gabriel en Tur Abdin.
La arquitectura aramea es una arquitectura única. Varias ciudades y pueblos de la tierra aramea son conocidos por su riqueza arquitectónica y cultural. Las ciudades de Midyat y Mardin (ubicadas en Tur Abdin) son ejemplos en los que la arquitectura aramea es claramente visible. Las iglesias, monasterios, casas y otros edificios históricos importantes son conocidos por su piedra caliza blanca y sus tallas en piedra.
Otra arquitectura aramea (parcial) se puede ver en la ciudad de Palmira. La ciudad se llama Tadmur en arameo, que significa "milagro".